# Pierre Hellier
Pierre Hellier, né le 14 janvier 1942 à Baud (Morbihan), est un homme politique français. Après avoir appartenu à l'UDF, il a rejoint l'UMP lors de la création de ce parti en 2002.

## Biographie
Il est ancien élève du lycée Jules-Simon de Vannes. Médecin de profession, il fait son entrée en politique lors des élections cantonales de 1979, en étant élu conseiller général dans le canton de Conlie. Il siège jusqu'en 2011 au conseil général de la Sarthe dont il est vice-président à partir de 1992.
Il est élu député de la première circonscription de la Sarthe pour la première fois lors des législatives de 1993 sous l'étiquette de l'Union pour la démocratie française (UDF). Il succède alors au député RPR sortant Gérard Chasseguet. Il est réélu en 1997, puis en 2002. Lors de la XIIe législature, il rejoint alors le groupe UMP. Il choisit de ne pas se représenter aux législatives de 2007.
De 2001 à 2014, il est membre du conseil municipal de Conlie.

## Distinctions
Il est chevalier de la Légion d'honneur[réf. nécessaire].